# Diná (Disney)
Diná (Dinah the Dachshund, no original em inglês) é uma cadela dachshund criada pela Disney. É retratada como o segundo amor de Pluto, depois de Fifi. Diná é às vezes retratada como namorada do Cãozarrão, com quem Pluto disputa sua atenção.